# Podnoszenie ciężarów na Letnich Igrzyskach Olimpijskich 2008 – waga do 56 kg mężczyzn
Rywalizacja w wadze do 56 kg mężczyzn w podnoszeniu ciężarów na Letnich Igrzyskach Olimpijskich 2008 została rozegrana w dniu 10 sierpnia 2008 roku w hali Pekińskiego Uniwersytetu Aeronautyki i Astronautyki.

## Terminarz
| Data             | Godzina |         |
| ---------------- | ------- | ------- |
| 10 sierpnia 2008 | 10:00   | Grupa B |
| 10 sierpnia 2008 | 19:00   | Grupa A |

## Wyniki
| Pozycja | Grupa | Zawodnik               | Reprezentacja   | Waga  | Rwanie | Rwanie | Rwanie | Podrzut | Podrzut | Podrzut | Wynik | Uwagi |
| Pozycja | Grupa | Zawodnik               | Reprezentacja   | Waga  | 1      | 2      | 3      | 1       | 2       | 3       | Wynik | Uwagi |
| ------- | ----- | ---------------------- | --------------- | ----- | ------ | ------ | ------ | ------- | ------- | ------- | ----- | ----- |
| 1. !    | A     | Long Qingquan          | Chiny           | 55,37 | 125    | 130    | 132    | 155     | 160     | 164     | 292   | [ 1 ] |
| 2. !    | A     | Hoàng Anh Tuấn         | Wietnam         | 55,97 | 126    | 130    | 130    | 155     | 160     | 160     | 290   |       |
| 3. !    | A     | Eko Yuli Irawan        | Indonezja       | 55,91 | 125    | 130    | 130    | 152     | 158     | 158     | 288   |       |
| 4.      | A     | Yang Chin-yi           | Chińskie Tajpej | 55,43 | 125    | 128    | 128    | 154     | 157     | 160     | 285   |       |
| 5.      | A     | Cha Kum-chol           | Korea Północna  | 55,85 | 128    | 128    | 128    | 155     | 155     | 160     | 283   |       |
| 6.      | A     | Sergio Álvarez Boulet  | Kuba            | 55,67 | 120    | 120    | 125    | 152     | 161     | 166     | 272   |       |
| 7.      | A     | Wang Shin-yuan         | Chińskie Tajpej | 55,53 | 115    | 115    | 120    | 146     | 150     | 150     | 265   |       |
| 8.      | A     | Amirul Hamizan Ibrahim | Malezja         | 55,77 | 116    | 121    | 123    | 144     | 144     | 148     | 265   |       |
| 9.      | B     | Masaharu Yamada        | Japonia         | 55,84 | 103    | 103    | 106    | 142     | 147     | 153     | 259   |       |
| 10.     | B     | Pongsak Maneetong      | Tajlandia       | 55,64 | 112    | 116    | 120    | 142     | 145     | 148     | 258   |       |
| 11.     | B     | Yasunobu Sekikawa      | Japonia         | 55,79 | 108    | 112    | 114    | 138     | 142     | 142     | 256   |       |
| 12.     | B     | Sergio Rada            | Kolumbia        | 55,74 | 107    | 112    | 112    | 135     | 140     | 142     | 252   |       |
| 13.     | B     | Tom Goegebuer          | Belgia          | 55,94 | 109    | 112    | 114    | 132     | 135     | 137     | 251   |       |
| 14.     | B     | Vito Dellino           | Włochy          | 55,99 | 102    | 107    | 110    | 132     | 137     | 140     | 247   |       |
| 15.     | B     | Igor Grabucea          | Mołdawia        | 55,63 | 105    | 109    | 112    | 130     | 130     | 133     | 239   |       |
| -       | B     | Sedat Artuç            | Turcja          | 55,98 | 115    | 115    | 115    | DNF     | DNF     | DNF     | DNF   |       |
| -       | A     | Khalil El-Maaoui       | Tunezja         | 55,87 | 123    | 126    | 130    | 142     | 142     | 142     | DNF   |       |
| -       | A     | Ri Kyong-sok           | Korea Północna  | 55,82 | 122    | 122    | 122    | DNF     | DNF     | DNF     | DNF   |       |
| -       | A     | Witalij Dzierbianiou   | Białoruś        | 55,88 | 120    | 125    | 127    | 140     | 140     | 140     | DNF   |       |